# Ravadese
Ravadese è una frazione del comune di Parma, appartenente al quartiere Cortile San Martino.
La località è situata 6,90 km a nord del centro della città.

## Geografia fisica
La frazione sorge in posizione pianeggiante alla quota di 32 m s.l.m., tra le campagne a nord di Parma; è suddivisa nelle località di Castellaro, Casalora, Certosino e Chiesa.
Ravadese è attraversata dai canali Burla, Canaletto e La Fine.

## Storia
La zona di Ravadese risultava abitata già durante l'età del bronzo recente, come testimoniato dal rinvenimento nel 1982 di un villaggio terramaricolo esteso su circa 2 ettari, popolato stabilmente tra il XIII e il XII secolo a.C..
Anche in epoca romana il territorio, suddiviso in centurie in parte ancora visibili, risultava occupato; a tale periodo risalgono i resti di una villa in località Castelletto e numerosi reperti portati alla luce qua e là nei dintorni.
Il borgo di Ravadese fu nominato per la prima volta nel 1227. Tre anni dopo furono citate nel Capitulum seu Rotulus Decimarum della diocesi di Parma le tre cappelle di Ravaudesio, di Castellario e di Casalorio, dipendenti da tre pievi diverse. A esse si aggiunse la cappella di Senzanese, posta nella Corte del Certosino, donata da Rolando Taverna ai certosini di San Girolamo nel 1287.
Nel 1409 gli uomini di Giovanni de' Terzi, asserragliati a Colorno, saccheggiarono varie località del Parmense, tra cui Ravadese.
Tra il XVI e il XVIII secolo le cappelle di San Pietro di Castellaro, di San Michele di Senzanese e di Sant'Andrea di Casalora furono soppresse o ridotte a semplici oratori, mentre la chiesa della Purificazione di Maria Vergine di Ravadese divenne sede parrocchiale.
In epoca napoleonica, per effetto del decreto Nardon del 1806, Ravadese divenne frazione del nuovo comune (o mairie) di Cortile San Martino, che nel 1943 fu sciolto e inglobato in quello di Parma.
Il 25 aprile del 1945, ultimo giorno della seconda guerra mondiale, gruppi di soldati tedeschi in fuga saccheggiarono le campagne della zona, uccidendo anche numerosi civili inermi; a Ravadese furono freddate 11 persone e altrettante ne furono eliminate nella località di Case Vecchie; in loro ricordo furono successivamente eretti due monumenti commemorativi nei piccoli centri abitati.
Nel 2012 e nel 2015 il canale Burla esondò allagando numerosi edifici residenziali e produttivi tra Ravadese e Case Vecchie; pochi mesi dopo furono avviati i lavori di costruzione di una cassa di espansione ai margini meridionali del paese; l'opera, estesa su una superficie di 5 ettari per un massimo volume di invaso di 60 000 m³ d'acqua, fu inaugurata nel settembre del 2016.

## Monumenti e luoghi d'interesse

### Chiesa della Purificazione di Maria Vergine

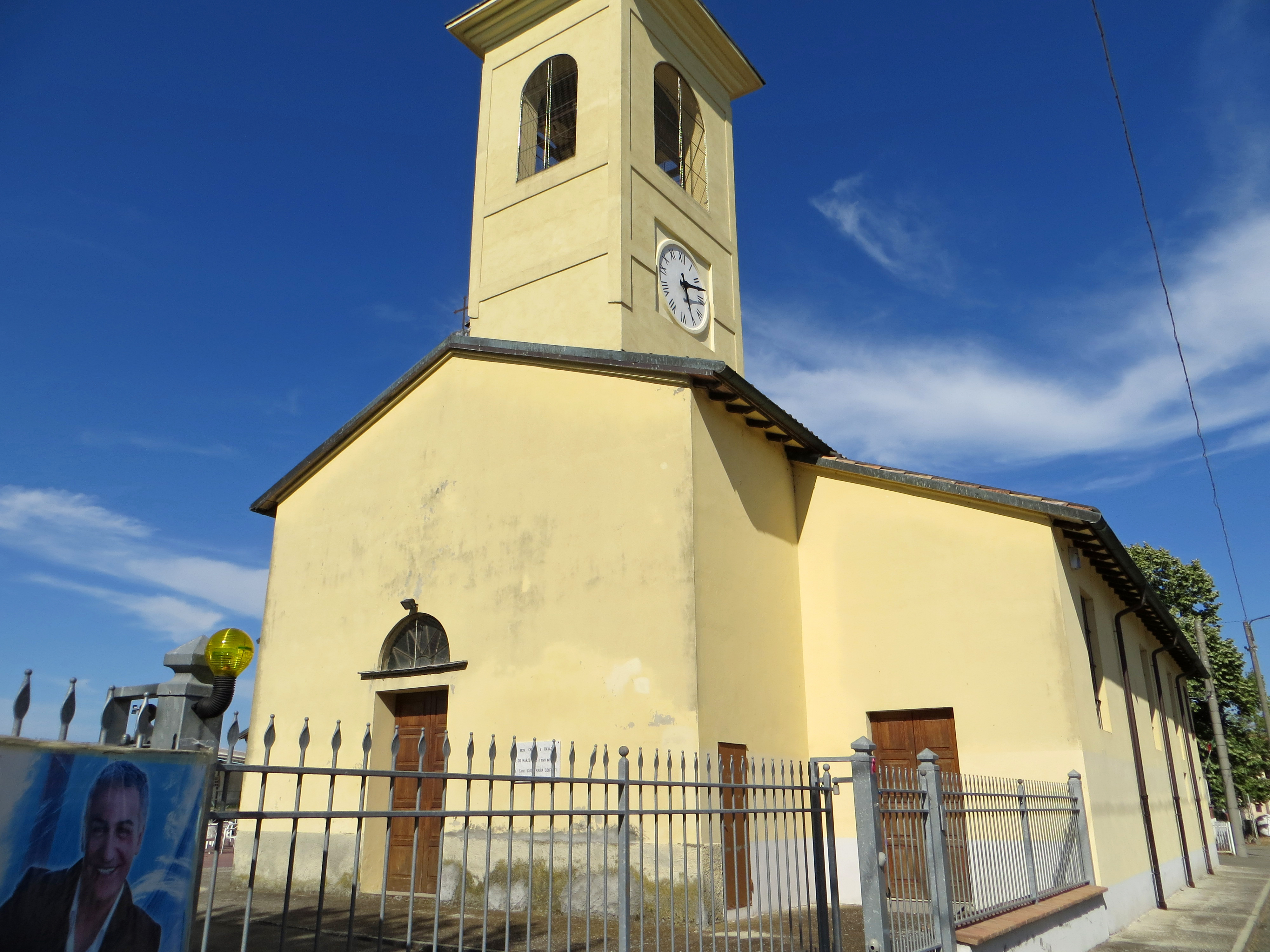
Chiesa della Purificazione di Maria Vergine

Menzionata per la prima volta nel 1230 tra le dipendenze della pieve di San Martino dei Bocci, la chiesa di Santa Maria fu reintitolata entro il 1497 alla Purificazione di Maria Vergine; ampliata e ristrutturata in stile neoclassico nel 1864, fu restaurata tra il 1955 e il 1963; gli interni, sviluppati su tre navate, sono decorati sulle volte con affreschi a motivi geometrici e accolgono alcune antiche opere di pregio.